# Betty Chandler
Betty Chandler (* 6. Mai 1915 in Winnipeg, Manitoba; † 3. Mai 2006 in Peking), mit chinesischem Namen Chen Bidi (chinesisch 陳必弟 / 陈必弟, Pinyin Chén Bìdì), war Ernährungswissenschaftlerin und Lektorin. Sie zog nach China, wurde Mitglied der Kommunistischen Partei Chinas, nahm die chinesische Staatsbürgerschaft an und wurde Abgeordnete der Nationalen Politischen Konsultativkonferenz des Chinesischen Volkes (NPKKV).

## Biografie
Betty Chandler wurde 1915 in Winnipeg (Kanada) geboren und ging im Alter von sieben Jahren mit ihren Eltern nach Eugene, Oregon, in den USA. 1936 kam sie als Austauschstudentin an die Lingnan-Universität in die südchinesische Stadt Guangzhou. Als 1937 der Widerstandskrieg gegen Japan begann, gab sie ihr Studium in Guangzhou auf und kehrte nicht wie geplant in die USA zurück, sondern reiste über Hongkong, Shanghai und Nanjing nach Beiping (heute Peking). Gemeinsam mit anderen Ausländern versorgte sie chinesische Verletzte. Sie kaufte einem US-amerikanischen Journalisten Fotos chinesischer Opfer der japanischen Aggression ab und schmuggelte sie aus besetztem Territorium in die USA, wo sie in Zeitungen veröffentlicht wurden.
Nach ihrer Rückkehr in die USA schloss Betty Chandler 1938 ihr Studium ab und begann eine Ausbildung in Ernährungswissenschaften am Spital der University of Michigan. Dort lernte sie Zhāng Jìzhèng 张纪正 kennen, der am Institut für Thoraxchirurgie desselben Spitals studierte. Sie heirateten und hatten später fünf Kinder.
Im Oktober 1940 folgte Betty Chandler Zhāng Jìzhèng nach China, ließ sich in Tianjin nieder und unterrichtete Englisch an der Hebei-Universität. Sie begrüßte die Gründung der Volksrepublik China im Oktober 1949.
1961 wurde Betty Chandler Lektorin für englischsprachige Publikationen am Verlag für fremdsprachige Literatur in Peking und nahm 1963 die chinesische Staatsbürgerschaft an.
Nach der Aufnahme diplomatischer Beziehungen zwischen China und den USA reiste sie elf Mal in die USA um Verwandte zu besuchen.
Betty Chandler wurde 1983 Mitglied der 6. und in der Folge auch Mitglied der 7., 8., 9. und 10. Nationalen Politischen Konsultativkonferenz des Chinesischen Volkes, ein Amt, das sie bis zu ihrem Tode innehatte.
Am 3. Mai 2006 um 7.51 morgens verstarb sie im Alter von 91 Jahren in Peking. Am 11. Mai 2006 wurde sie am Revolutionsfriedhof Babaoshan in Peking begraben.